# Cleome albescens
Cleome albescens är en paradisblomsterväxtart som beskrevs av Adrien René Franchet. Cleome albescens ingår i släktet paradisblomstersläktet, och familjen paradisblomsterväxter. Inga underarter finns listade i Catalogue of Life.